# Observatoire spatial pour le climat
Le Space for Climate Observatory (traduisible en français par « Observatoire spatial pour le climat »), ou SCO, est une initiative internationale née en 2019 pour lutter contre les impacts du changement climatique et s'y adapter grâce aux données satellitaires.
Regroupant un ensemble d’entités publiques et privées impliquées dans le secteur de l’observation de la Terre, le SCO rassemble et coordonne les efforts pour l’émergence d’outils opérationnels s’adressant aux décideurs politiques et au grand public pour permettre le suivi, l’atténuation et l’adaptation aux impacts du changement climatique à l’échelle locale.

## Histoire

### Contexte et enjeux
Les travaux du GIEC établissent que l’activité humaine est responsable du changement climatique observé par les scientifiques. Températures plus élevées, phénomènes météorologiques extrêmes plus fréquents, élévation du niveau de la mer et fonte des glaces sont quelques-uns des signes les plus visibles, confirmés par les observations spatiales de variables climatiques essentielles (ECV). Toujours selon les rapports du GIEC, les changements croissants prévus entraînent une cascade de conséquences : phénomènes météorologiques graves, effets de chaleur extrême, problèmes d’approvisionnement en eau et en nourriture, dégradation de l’environnement et de la qualité de vie, augmentation de la pollution atmosphérique, impacts sur la qualité de l’eau, problèmes sanitaires, accroissement des inégalités sociales, incendies, sècheresse, etc.
L'effort international portant fortement sur l’atténuation du changement climatique, le SCO se concentre sur l’adaptation des territoires aux effets du changement climatique en outillant et en soutenant la prise de décision à l’échelle locale/régionale/nationale. Pour cela, les projets développés par le SCO mobilisent les données spatiales, in situ et socio-économiques pour proposer aux décideurs locaux des outils de prévision, d’analyse, et de suivi d’impacts du changement climatique dans de nombreux domaines comme le recul du trait de côte, les îlots de chaleur en ville, la gestion de l'eau, l'agriculture, les inondations et phénomènes météorologiques extrêmes... 

### Préparation, de 2015 à 2019
Au mois de septembre 2015, à l’occasion du sommet des chefs d’agences spatiales organisé par l’Académie internationale d’astronautique au Mexique, une déclaration affirme la nécessité de renforcer la coopération internationale et de tirer pleinement parti des satellites d’observation de la Terre pour observer le changement climatique et contrôler les engagements pris pour en atténuer les effets.
Le 12 décembre 2015 lors de la COP21, 195 pays signent l’Accord de Paris pour contenir, d’ici à 2100, la hausse de la température de la planète bien en dessous de 2°C, et si possible en dessous de 1,5°C par rapport aux niveaux préindustriels. En 2016, des agences spatiales du monde entier ratifient les déclarations de New-Delhi et de Marrakech pour développer un système commun de mesure des concentrations de gaz à effet de serre et un pour le cycle de l’eau.
Le 11 décembre 2017, 25 d’entre elles paraphent la Déclaration de Paris en faveur d’un Observatoire spatial du climat. La création du SCO,, est entérinée le lendemain au « One Planet Summit », point d’étape sur la mise en œuvre de l’Accord de Paris organisé par la France. Un premier démonstrateur est présenté au Toulouse Space Show le 28 juin 2018,.

### Naissance et croissance
Après une première réunion de coordination en février 2019, le 17 juin 2019, 22 agences spatiales et organismes internationaux signent la Déclaration Conjointe d’Intérêt du SCO au Salon International de l’Aéronautique et de l’Espace de Paris-Le Bourget (France). Le premier Comité de pilotage international se tient le 22 octobre 2019, en marge du 70ème Congrès International d’Astronautique (IAC) à Washington (USA).
Instigateur de l’initiative, la France lance le premier appel à projets du SCO dès septembre 2019 et labellise les 20 premiers projets en mars 2020. Certains projets sont devenus emblématiques de la démarche SCO, comme la plateforme TropiSCO pour suivre la déforestation tropicale en temps réel, FLAude et son outil FORO pour améliorer la résilience aux inondations, ALEOFEU pour prévenir le risque d’incendie de feu de forêt, EO4Wetlands pour renaturer des zones humides, ou encore SCOLive, qui utilise l’olivier comme bioindicateur du changement climatique.
La Charte fondatrice du SCO, élaborée par tous ses membres sous la coordination du Bureau des affaires spatiales des Nations unies (UNOOSA), est ratifiée dès le 27 juin 2022 pour entrer en vigueur le 1er septembre 2022.

## Mission

### Objectifs généraux
Le SCO soutient le développement d’un ensemble d’outils opérationnels à destination des décideurs politiques et du grand public, tirant pleinement parti des données satellite, in situ et socio-économiques pour permettre la mise en place de politiques d’atténuation et d’adaptation aux impacts du changement climatique à l’échelle locale. Co-construits avec leurs utilisateurs pour répondre précisément à des besoins locaux, ces outils doivent être facilement transposables à d’autres territoires rencontrant les mêmes enjeux.
Le SCO vise également à améliorer la coordination internationale autour des applications opérationnelles fondées sur les technologies spatiales pour le climat, mettre en avant les outils développés et ainsi servir de forum international pour ces questions. 

### Objectifs de développement durable
Instrument de coopération internationale dans le domaine des impacts du changement climatique, le SCO contribue activement aux 17 Objectifs de Développement Durable (ODD) adoptés par les Nations Unies en 2015 (Agenda 2030).
100% des projets SCO répondent à 2 ODD :
- ODD13 - Prendre d’urgence des mesures pour lutter contre les changements climatiques et leurs répercussions
- ODD17 - Partenariats pour la réalisation des objectifs

Les projets SCO adressent également tout particulièrement les ODD suivants : 
- ODD6 - Garantir l’accès de tous à l’eau et à l’assainissement et assurer une gestion durable des ressources en eau
- ODD11 - Faire en sorte que les villes et les établissements humains soient ouverts à tous, sûrs, résilients et durables
- ODD15 - Préserver et restaurer les écosystèmes terrestres

## Organisation

### Charte et gouvernance internationale
Les membres du SCO sont les signataires de la Charte fondatrice de l'Observatoire Spatial pour le Climat. Cette Charte définit le champ d’action, les activités et la gouvernance du SCO. Elle ouvre également son adhésion à toute entité publique ou privée engagée à agir pour le climat.
En tant qu’initiative internationale fondée sur les meilleurs efforts de ses membres, le SCO a une gouvernance multilatérale. Un Point Focal est désigné dans chaque pays pour prendre part aux réunions du Comité de direction, qui se réunit au moins deux fois par an pour décider des grandes orientations de l’alliance. Parmi ces Points Focaux, un sous-groupe constitue le Comité des programmes, qui supervise pour une période donnée les activités du SCO – projets et groupes de travail – menées par chacun des membres. Ces comités ainsi que l’ensemble des activités bénéficient du soutien du Secrétariat Général du SCO, sous la responsabilité d’un membre du SCO.

### États et institutions membres
Au 31 juillet 2025, 55 institutions ont signé la Charte fondatrice du SCO.
| Pays                | Organisation                                                                                  | Acronyme         | Date de signature |
| International       | International Society for Photogrammetry and Remote Sensing                                   | ISPRS            | 07/06/2022        |
| International       | Bureau des affaires spatiales des Nations unies                                               | UNOOSA           | 27/06/2022        |
| International       | Programme des Nations unies pour le développement                                             | UNDP             | 09/01/2023        |
| International       | Programme des Nations unies pour l'environnement                                              | UNEP             | 18/11/2022        |
|                     | International Space University                                                                | ISU              | 15/07/2024        |
| Afrique du Sud      | Agence spatiale nationale sud-africaine                                                       | SANSA            | 06/11/2023        |
| Arabie Saoudite     | Saudi Space Agency                                                                            | SSA              | 04/12/2023        |
| Argentine           | Comisión Nacional de Actividades Espaciales                                                   | CONAE            | 19/09/2022        |
| Azerbaïdjan         | Azercosmos                                                                                    | Azercosmos       | 27/06/2022        |
| Bahreïn             | National Space Science Agency                                                                 | NSSA             | 15/10/2024        |
| Belgique            | Politique scientifique fédérale belge                                                         | BELSPO           | 27/06/2022        |
| Canada              | Agence spatiale canadienne                                                                    | CSA              | 18/09/2023        |
| Chine               | Administration spatiale nationale chinoise                                                    | CNSA             | 27/06/2022        |
| Djibouti            | Centre d’Études et de Recherche de Djibouti                                                   | CERD             | 11/10/2024        |
| Émirats arabes unis | UAE Space Agency                                                                              | UAESA            | 05/12/2022        |
| Émirats arabes unis | Mohammed Bin Rashid Space Centre                                                              | MBRSC            | 02/06/2023        |
| États-Unis          | National Oceanic and Atmospheric Administration                                               | NOAA             | 07/06/2022        |
| Éthiopie            | Space Science and Geospatial Institute                                                        | SSGI             | 27/06/2022        |
| Europe              | Organisation européenne pour l'exploitation des satellites météorologiques                    | EUMETSAT         | 24/10/2023        |
| Europe              | Agence spatiale européenne                                                                    | ESA              | 27/06/2022        |
| France              | Agence française de la Transition écologique                                                  | ADEME            | 30/05/2023        |
| France              | Agence française de développement                                                             | AFD              | 27/06/2022        |
| France              | Bureau de recherches géologiques et minières                                                  | BRGM             | 20/03/2025        |
| France              | Centre d'études et d'expertise sur les risques, l'environnement, la mobilité et l'aménagement | CEREMA           | 27/06/2022        |
| France              | Centre de coopération internationale en recherche agronomique pour le développement           | CIRAD            | 01/09/2022        |
| France              | Centre national de la recherche scientifique                                                  | CNRS             | 27/06/2022        |
| France              | Centre Scientifique et Technique du Bâtiment                                                  | CSTB             | 28/03/2023        |
| France              | Expertise France                                                                              | Expertise France | 04/12/2023        |
| France              | Institut du développement durable et des relations internationales                            | IDDRI            | 30/05/2023        |
| France              | Institut français de recherche pour l’exploitation de la mer                                  | IFREMER          | 10/07/2025        |
| France              | Institut national de l’information géographique et forestière                                 | IGN              | 27/06/2022        |
| France              | Institut national de l'environnement industriel et des risques                                | INERIS           | 20/03/2025        |
| France              | Institut national de recherche pour l'agriculture, l'alimentation et l'environnement          | INRAE            | 27/06/2022        |
| France              | Institut de recherche pour le développement                                                   | IRD              | 23/06/2022        |
| France              | Agence française de météorologie                                                              | Météo-France     | 30/05/2023        |
| France              | Office français de la biodiversité                                                            | OFB              | 27/06/2022        |
| France              | Office national des forêts                                                                    | ONF              | 27/06/2022        |
| France              | Service hydrographique et océanographique de la Marine                                        | SHOM             | 27/06/2022        |
| France              | Centre National d'Etudes Spatiales                                                            | CNES             | 06/06/2022        |
| Gabon               | Agence Gabonaise d’Études et d’Observations Spatiales                                         | AGEOS            | 21/06/2022        |
| Inde                | Indian Space Research Organization                                                            | ISRO             | 27/06/2022        |
| Italie              | Agence spatiale italienne                                                                     | ASI              | 24/06/2022        |
| Kenya               | Kenya Space Agency                                                                            | KSA              | 24/06/2025        |
| Malte               | Malta Council for Science and Technology                                                      | MCST             | 14/06/2022        |
| Mexique             | Mexican space agency                                                                          | AEM              | 27/06/2022        |
| Monaco              | Monaco Space Office                                                                           | MSO              | 20/03/2025        |
| Norvège             | NOrwegian Space Agency                                                                        | NOSA             | 23/05/2023        |
| Pays-Bas            | Netherlands Space Office                                                                      | NSO              | 23/05/2023        |
| Philippines         | Philippine Space Agency                                                                       | PhilSA           | 28/11/2022        |
| Portugal            | Agência Espacial Portuguesa                                                                   | Ptspace          | 27/06/2022        |
| Royaume-Uni         | UK Space Agency                                                                               | UKSA             | 27/06/2022        |
| Singapour           | Office for Space Technology and Industry                                                      | OSTIn            | 23/06/2022        |
| Slovaquie           | Slovak Space Office - Industry Branch                                                         | SSO-SARIO        | 21/06/2022        |
| Suède               | Swedish National Space Agency                                                                 | SNSA             | 27/06/2022        |
| Thaïlande           | Geo-Informatics and Space Technology Development Agency                                       | GISTDA           | 17/06/2022        |

### SCO nationaux
- SCO en Afrique du Sud
- SCO en Chine
- SCO en France
- SCO au Gabon
- SCO en Norvège
- SCO au Royaume Uni
- SCO en Suède
- SCO en Slovaquie

## Fonctionnement par cas d’usages

### SCO nationaux et appels à projets
Les signataires de la Charte SCO visent à identifier et soutenir des projets à l’échelle locale qui répondent à des besoins concrets des territoires.
Ces projets sont sélectionnés dans le cadre d’un appel à projets annuel. Instigateur de l’initiative internationale, la France en a conçu le mode opératoire , réplicable par chaque SCO national.
Au niveau international, le partage de connaissance et les synergies entre projets sont organisés de manière à favoriser le passage à l’échelle des solutions développées. Des coopérations internationales sont également assurées pour venir en aide aux territoires les plus vulnérables. 

### Critères des projets SCO
Les projets candidats au label SCO doivent satisfaire plusieurs critères, notamment :
- Répondre aux besoins des utilisateurs finaux dans une zone géographique spécifique ;
- Constituer un consortium multi-familles composé a minima de scientifiques, de sociétés et/ou d’autorités publiques et de l’utilisateur final ;
- Proposer une solution opérationnelle et pratique, type application ou interface cartographique Web, de préférence en open source ;
- Tirer le meilleur parti des données satellitaires, environnementales et climatiques, en les combinant aux données in situ et socio-économiques disponibles ;
- S’appuyer sur les infrastructures (pré-)opérationnelles et de recherche, les services et les données locales existantes ;
- Pouvoir être étendus ou transposés à d’autres zones géographiques.

### Retours communautaires
Les solutions développées via le SCO doivent, idéalement, pouvoir être transposées en d’autres lieux, pour bénéficier au plus grand nombre. Dans ce cadre, les projets labellisés s’engagent à partager tout ou partie des données, algorithmes et briques techniques. Les collaborations bilatérales, multilatérale ou impliquant d’autres signataires du SCO sont encouragées.